# Bellatrix (namn)
Bellatrix är ett latinskt kvinnonamn som betyder kvinnlig krigare.
Bellatrix är även namnet på en stjärna i Orions stjärnbild samt namnet på en av karaktärerna i serien om Harry Potter (Bellatrix Lestrange).
Den 31 december 2014 fanns det totalt 17 kvinnor folkbokförda i Sverige med namnet Bellatrix, varav 8 bar det som tilltalsnamn.
Namnsdag: saknas